# Juraj V Zrinski

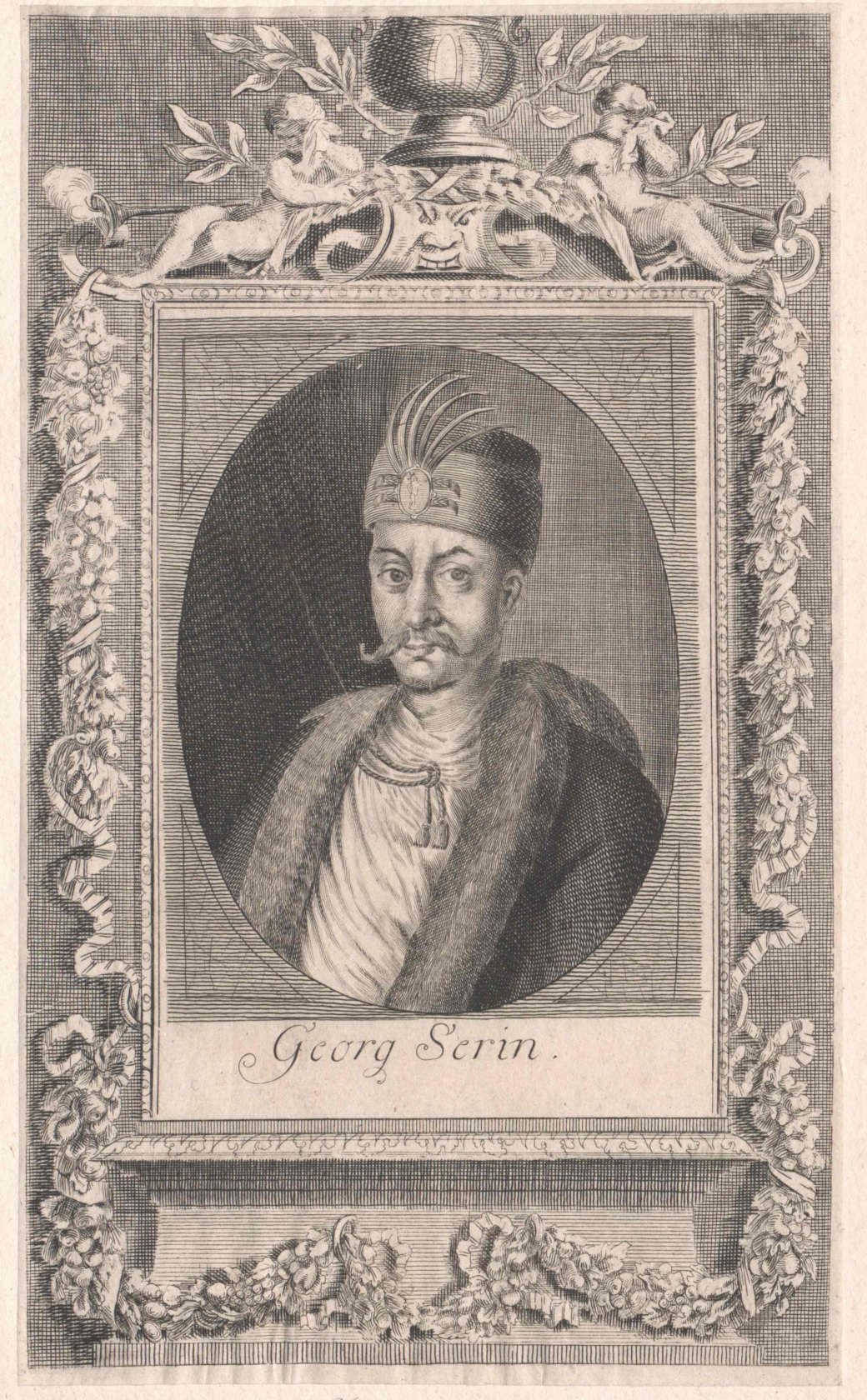

Juraj V Zrinski (Duits: Georg Serin) (31 januari 1599 – 28 december 1626) was Ban (onderkoning) van Kroatië binnen het koninkrijk Hongarije. Hij was een krijgsheer tijdens de Vijftienjarige Oorlog tegen de Ottomanen en tijdens de Dertigjarige Oorlog.
Hij stamde uit het adellijk geslacht Zrinski en onderscheidde zich in de oorlog tegen de Ottomanen. Daarin leidde hij de lichte cavalerie van de Habsburgse keizer. Hij vocht kort mee in de Dertigjarige Oorlog in het kamp van Wallenstein maar werd door die laatste na een dispuut in het legerkamp vergiftigd.